# 플레이밍 핫
《플레이밍 핫》(영어: Flamin' Hot)은 2023년 공개된 미국의 전기, 코미디 드라마 영화이다. 배우 에바 롱고리아의 감독 데뷔작이며, 매운맛 치토스 과자의 탄생 실화를 다룬 작품이다.

## 출연진
- 제시 가르시아 - 리처드 몬타녜스 역
- 애니 곤살레스 - 주디 몬타녜스
- 데니스 헤이스버트 - 클래런스 C. 베이커
- 토니 셜루브 - 로저 엔리코
- 에밀리오 리베라 - 바초 몬타녜스
- 맷 월시
- 페페 세르나
- 보비 소토
- 지미 곤살레스
- 브라이스 곤살레스